# Elido Bandelj
Elido Bandelj, slovenski politik, * 28. januar 1957, pedagog, fizik.
Med 16. januarjem 2003 in 3. decembrom 2004 je bil državni sekretar Republike Slovenije na Ministrstvu za šolstvo, znanost in šport Republike Slovenije. Je direktor Centra za poklicno izobraževanje Slovenije.